# Aschanti-Kriege
Die Aschanti-Kriege waren vier Kriege zwischen dem Aschantireich und dem Vereinigten Königreich Großbritannien und Irland im 19. Jahrhundert zwischen 1824 und 1901 im Landesinneren des heutigen Ghana. Die Bewohner der Küstenregionen, wie die Fante und die Einwohner Accras, die hauptsächlich aus dem Stamm der Ga kamen, riefen die Briten zu Hilfe gegen Angriffe der Aschanti.

## Erster Aschanti-Krieg

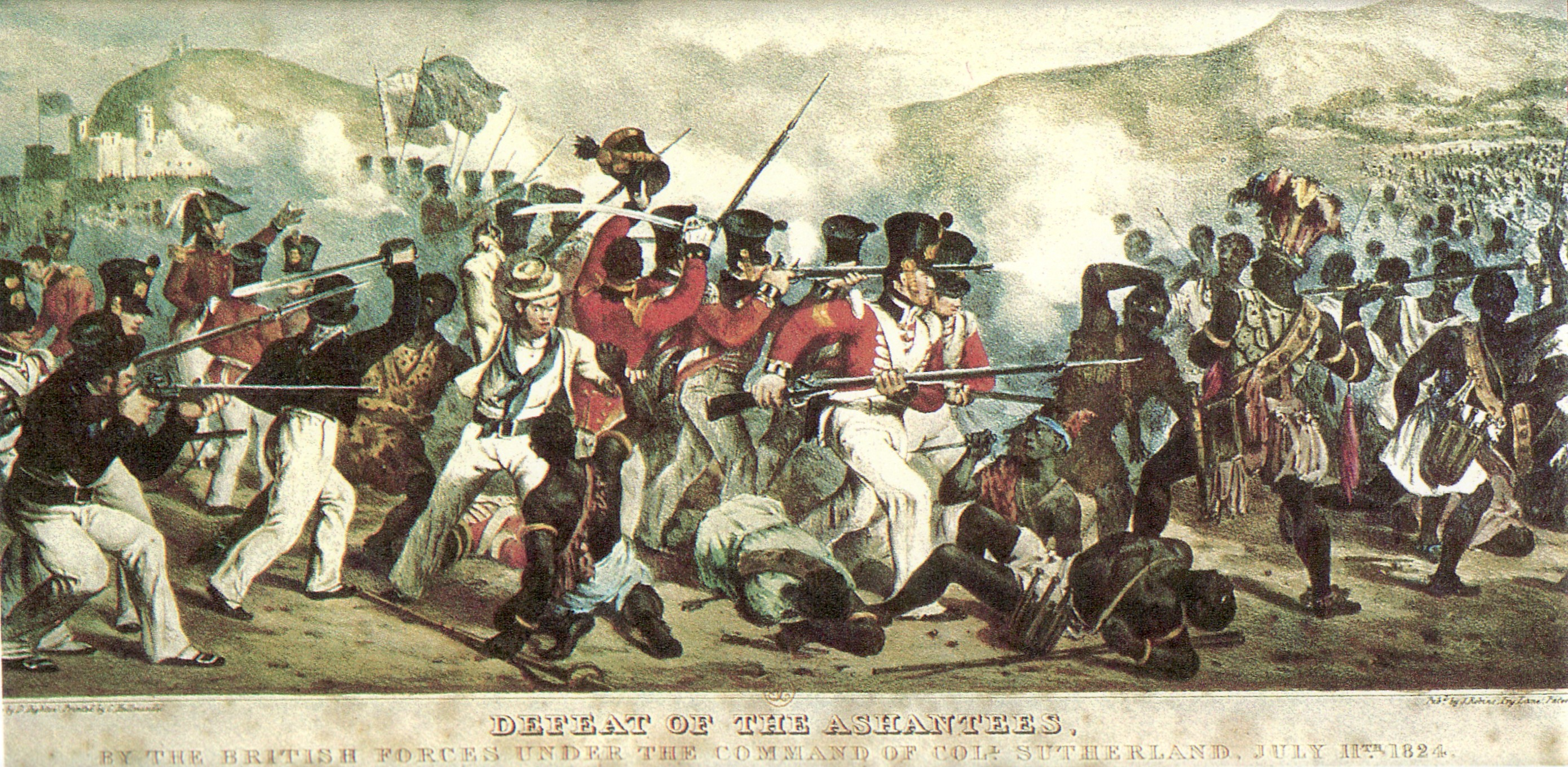
Sieg der britischen Truppen unter dem Kommando von Colonel Sutherland über die Ashantis am 11. Juli 1824

Die Briten hatten sich bereits indirekt an Kriegen im Einflussgebiet der Aschanti – im Aschanti-Fante-Krieg (1806–1807), im Ga-Fante-Krieg (1811) und im Aschanti-Akim-Akwapim-Krieg (1814–1816) – beteiligt. In diesen Fällen wurden die Briten ohne eigenes Zutun in Kriegshandlungen verstrickt. 1817 unterschrieb die British African Company of Merchants einen Freundschaftsvertrag mit den Aschanti, in dem weitgehende Ansprüche der Aschanti auf Küstengebiete anerkannt wurden.
1823 wies der Gouverneur von Sierra Leone Charles MacCarthy jedoch Ansprüche der Aschanti auf Gebiete der Fante an der Küste zurück und weigerte sich, darüber zu verhandeln. MacCarthy führte eine Truppe von Cape Coast aus gegen die Aschanti. In der Schlacht von Nsamankow, im heutigen Wassa West District von Ghana, wurden die britischen Truppen vernichtend geschlagen. MacCarthy und sein Sekretär, Leutnant Wetherall, wurden getötet und ihre Köpfe als Trophäen von den Aschanti aufbewahrt.
Die Aschanti besetzten daraufhin die Küste, doch mussten sie sich nach dem Ausbruch von Krankheiten zurückziehen. In weiteren Kämpfen waren die Aschanti erneut siegreich und zogen 1826 wiederum an die Küste. Aber nach anfänglichen Siegen gegen zahlenmäßig überlegene britische Truppen wurden die Aschanti durch den Einsatz der ihnen bis dahin unbekannten Congreve-Raketen zum Rückzug gezwungen. 1831 wurde in einem Friedensvertrag der Fluss Pra als Grenze festgelegt und es herrschte 30 Jahre Frieden zwischen den Briten und Aschanti.

## Zweiter Aschanti-Krieg
Der Zweite Aschanti-Krieg dauerte von 1863 bis 1864. Es hatte zwar in den Jahren 1853 und 1854 kleine Grenzgefechte am Pra gegeben, doch der Frieden war dadurch nicht gefährdet. 1863 überschritt dann aber eine große Aschantieinheit bei der Verfolgung eines Flüchtlings den Fluss. Es kam zu Kämpfen, die zu Verlusten auf Seiten der Briten wie der Aschanti führten. Forderungen nach Truppen aus England wurden abgelehnt. Die Truppen beider Seiten wurden jedoch von Krankheiten erheblich geschwächt, und als die Krankheiten mehr Verluste forderten als die Kampfhandlungen, zogen sich die Truppen zurück. Der Krieg endete 1864 ohne eindeutige Entscheidung.

## Dritter Aschanti-Krieg

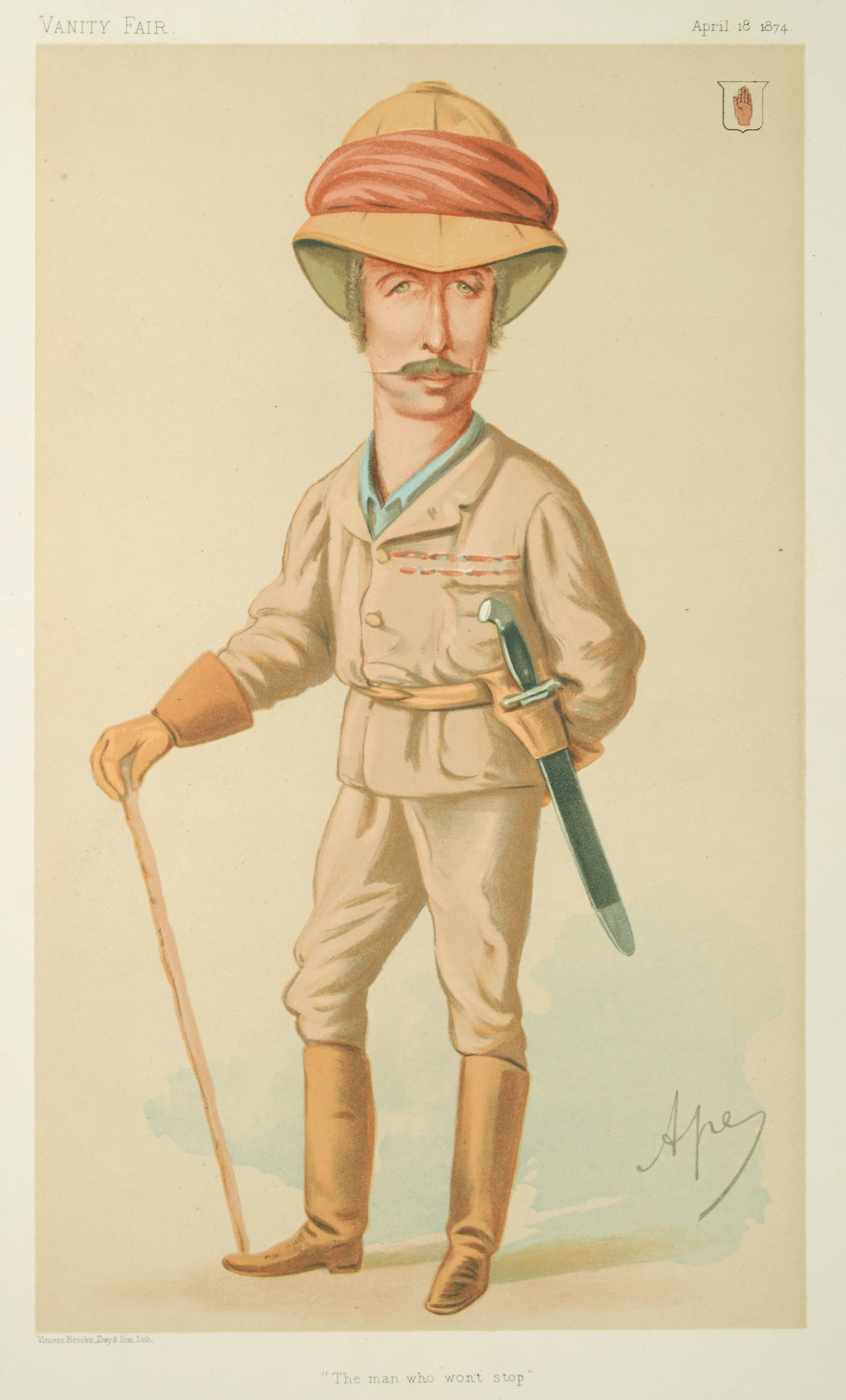
Garnet Wolseley als Men of the Day nach dem 3. Aschanti-Krieg in der Vanity Fair

Der Dritte Aschanti-Krieg dauerte von 1873 bis 1874. 1871 hatten die Briten die Niederländische Goldküste von den Niederländern erworben. Zu dieser Neuerwerbung gehörte auch die Stadt Elmina, auf die auch die Aschanti Ansprüche erhoben. Die Aschanti marschierten daraufhin in das neue britische Gebiet ein.
General Garnet Wolseley kam an die Goldküste und bereitete dort die Ankunft seiner Truppen, die ihm im Januar 1874 folgten, vor. Wolseley führte am 29. Januar die Schlacht bei Amoaful und fünf Tage später endeten die Kampfhandlungen mit der Schlacht bei Ordashu. Die Briten gewannen beide Schlachten überzeugend und die Aschanti flohen aus ihrer Hauptstadt Kumasi. Die Briten besetzten die Stadt und zeigten sich erstaunt von der Größe des königlichen Palastes und seiner Ausstattung, doch dann setzten sie die Stadt in Brand. Wolseley kehrte nach zwei Monaten in Afrika noch vor dem Anfang der krankheitsträchtigen Saison nach England zurück. Die Aschanti mussten im Juli 1874 den harten Frieden von Fomena unterzeichnen. Wolseley hinterließ damit aber ein Machtvakuum im Gebiet der Aschanti, die ihre Vasallenstaaten nicht länger kontrollieren konnten, sodass es zu weiteren Kämpfen unter den einheimischen Stämmen kam.
Die britische Regierung lehnte es ab gegen Waffenhändler vorzugehen, die beide Seiten in diesem Krieg mit Waffen belieferten. 
Die Offiziere mit denen General Wolseley den Feldzug führte erlangte als Ashanti-Ring durch gegenseitige Unterstützung einen bedeutenden Einfluss auf die viktorianische British Army und übernahm bis zum Ende des Jahrhunderts die führenden Positionen.

## Der Vierte Aschanti-Krieg
Der Vierte Aschanti-Krieg dauerte von 1894 bis 1896. Die Aschanti hatten ein inoffizielles Angebot, ein britisches Protektorat zu werden, das zuerst 1891 gemacht wurde und bis 1894 galt, abgelehnt. Die Briten wollten jedoch unbedingt die französischen und deutschen Truppen aus dem Gebiet der Aschanti und von ihrem Gold fernhalten und den Konflikt endgültig beenden. Die Briten begannen den Krieg unter dem Vorwand, dass die Aschanti mit Zahlungen, die ihnen im Vertrag von Fomena auferlegt worden waren, im Rückstand seien.
Sir Francis Scott verließ Cape Coast mit dem Großteil der Truppen im Dezember 1895 und erreichte Kumasi im Januar 1896. Der Führer der Aschanti Agyeman Prempeh befahl seinen Untergebenen keinen Widerstand zu leisten; er wurde verhaftet und abgesetzt. Die Briten zwangen Agyeman Prempeh einen Schutzvertrag zu unterschreiben und er wurde mit anderen führenden Aschanti ins Exil auf die Seychellen geschickt.

## Der Krieg um den Goldenen Stuhl

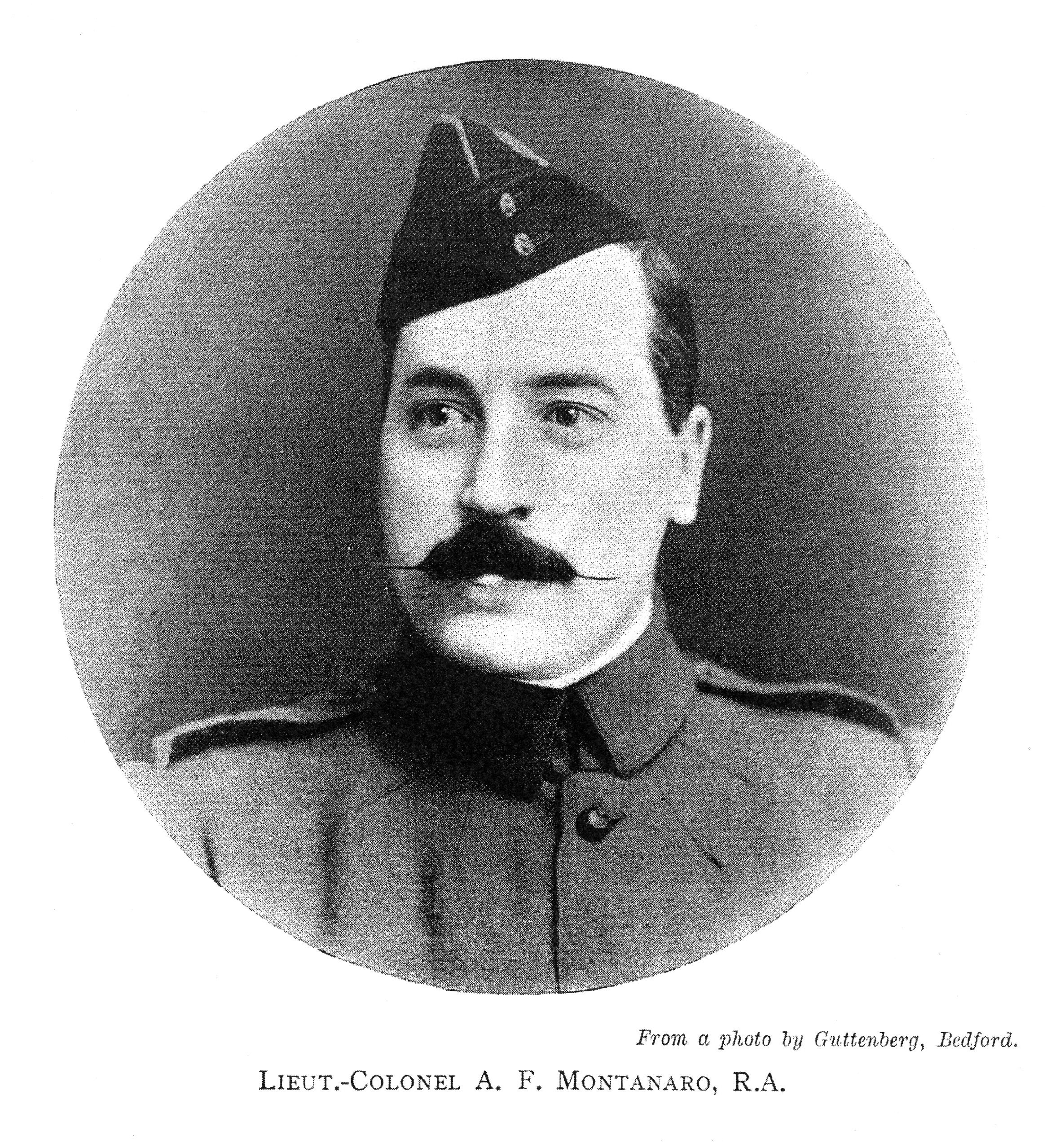
Oberstleutnant Colonel Arthur Forbes Montanaro (Geb. 1862, verstorben 4. April 1914), Royal Artillery, um 1901.

Im Krieg um den Goldenen Stuhl versuchten die Mitglieder des Aschantihofes, die nicht ins Exil geschickt worden waren, sich gegen Truppen der Briten und Fante im Fort Kumasi zu erheben. Der Anlass des Aufstandes, der von März 1900 bis September 1900 dauerte, war der Anspruch des britischen Gouverneurs Frederick Mitchell Hodgson auf den Thron, den Goldenen Stuhl, der Aschantiherrscher. Die britische Expedition zur Niederschlagung des Aufstands wurde von Hauptmann Cecil H. Armitage und Oberstleutnant Arthur Forbes Montanaro (1862–1914) geführt; beide Offiziere veröffentlichten 1901 ihre Feldzugsmemoiren unter dem Titel The Ashanti Campaign of 1900. Die Aschanti versteckten den Thron im Dschungel; er wurde erst 1920 von den Briten entdeckt. Nach der Niederschlagung der Revolte sandten die Briten weitere Aschanti ins Exil auf die Seychellen.
Das Gebiet der Aschanti wurde am 1. Januar 1902 formell eine britische Kolonie.